# Anisopleura furcata
Anisopleura furcata är en trollsländeart som beskrevs av Selys 1891. Anisopleura furcata ingår i släktet Anisopleura och familjen Euphaeidae. IUCN kategoriserar arten globalt som livskraftig. Inga underarter finns listade i Catalogue of Life.